# Paul Reiser
Paul Reiser (* 30. března 1956) je americký komik, herec, spisovatel, autor a muzikant. Nejvíce se proslavil rolí v sitcomu z 90. let Jsem do tebe blázen.

## Mládí
Paul se narodil v New Yorku. Jeho matkou byla Helen Reiser, žena v domácnosti a otec Sam Reiser, prodavač a distributor zdravých potravin. Chodil do židovské denní školy East Side Hebrew Institute. Jeho rodina byla židovská a i on byl vychováván jako žid. Získal titul bakaláře na univerzitě Binghamton, kde se také věnoval hudbě (piáno, kompozice).
Během jeho studijních let účinkoval v divadle Hinman Little Theater jako producent; také producíroval hry v komunitním divadle v kampusu.
Divadlo Hinam Little Theater se přejmenovalo na Hinman Production Company a Paul toto divadlo opustil. Vystupoval pak jako komik o víkendech v newyorských klubech; během letních prázdnin každý večer.

## Osobní život
Paul se oženil s Paulou Ravets v roce 1988. Mají spolu dvě děti: Ezra Samuel (* 1995) a Leon (* 2000). Je strýcem scenáristy a producenta Willa Reisera, který se proslavil filmem 50/50  z roku 2011.

## Filmografie

### Filmy
| Rok  | Název                       | Role                      | Poznámky       |
| ---- | --------------------------- | ------------------------- | -------------- |
| 1982 | Bistro                      | Model                     |                |
| 1984 | Policajt v Beverly Hills    | Jeffrey                   |                |
| 1986 | Odd Jobs                    | Max                       |                |
| 1986 | Vetřelci                    | Carter Burke              |                |
| 1987 | Policajt v Beverly Hills II | detektiv Jeffrey Friedman |                |
| 1987 | Čestné slovo                | Bruce Gaynor              |                |
| 1990 | Cvoci                       | Stephen Bachman           |                |
| 1991 | Muž na ženění               | Phil Golden               |                |
| 1992 | 3½ Blocks from Home         | sám sebe                  |                |
| 1993 | Rodinné modlitby            | Dan Linder                |                |
| 1993 | Věž                         | Tony Minot                | televizní film |
| 1994 | Mr. Write                   | Charlie Fisher            |                |
| 1995 | Sbohem, lásko               | Donny                     |                |
| 1999 | Get Bruce                   | Unknown                   |                |
| 1999 | Druhá šance                 | Dave                      |                |
| 1999 | Pros & Cons                 | vězeň                     |                |
| 2001 | Začalo to jedné žhavé noci  | Carl                      |                |
| 2001 | Cesta domů                  | Jerry Lipman              | televizní film |
| 2002 | Ženy proti mužům            | Bruce                     | televizní film |
| 2002 | Podraz.com                  | Ben Fisher                |                |
| 2005 | Podzimní cesta              | Ben Kleinman              |                |
| 2005 | The Aristocrats             | sám sebe                  |                |
| 2009 | Komici                      | sám sebe                  |                |
| 2013 | Liberace!                   | Scottův advokát           |                |
| 2014 | Life After Beth             | Noah Orfman               |                |
| 2014 | Whiplash                    | Pan Neiman                |                |
| 2015 | Diagnóza: Šampión           | Dr. Elliot Pellman        |                |
| 2016 | Temnota přichází            | Simon Richards            |                |
| 2016 | Joshy                       | Steve                     |                |
| 2016 | Kniha lásky                 | Wendell                   |                |
| 2016 | Miles                       | Lloyd Bryant              |                |
| 2016 | Proti všem                  | Gerry Stanton             |                |
| 2017 | The Little Hours            | Ilario                    |                |
| 2017 | I Do... Until I Don't       | Harvey Burger             |                |
| 2018 | Špión, který mi dal kopačky | Arnie Freeman             |                |
| 2020 | Holka od koní               | Gary                      |                |
| 2021 | Otcovství                   | Paul                      |                |

### Televize
| Rok        | Název                                  | Role             | Poznámky |
| ---------- | -------------------------------------- | ---------------- | --- |
| 1982       | Remington Steele                       | Ivan Turbell     | díl: A Good Night's Steele |
| 1987       | Walt Disney's Wonderful World of Color | Dexter Bunche    | díl: You Ruined My Life |
| 1987–1990  | My Two Dads                            | Michael Taylor   | 60 dílů |
| 1992–2019  | Jsem do tebe blázen                    | Paul Buchman     | 162 dílů nominace – Zlatý glóbus za nejlepší mužský herecký výkon v seriálu (komedie/muzikál) (1995–98) nominace – Cena Emmy v kategorii nejlepší seriál (1994–97) nominace – Cena Emmy v kategorii nejlepší mužský herecký výkon v seriálu (komedie) (1994–99) nominace – Satellite Award v kategorii nejlepší mužský herecký výkon (muzikál/komedie) nominace – Screen Actors Guild Award v kategorii nejlepší mužský herecký výkon v seriálu (komedie) (1995–96) nominace – Screen Actors Guild Award v kategorii nejlepší obsazení (komedie) (1995–98) |
| 1995       | 37. ročník Grammy Awards               | moderátor        | TV speciál |
| 1995       | Saturday Night Live                    | moderátor        | díl: Paul Reiser/Annie Lennox |
| 2002       | Larry, kroť se                         | Paul Reiser      | díl: The Terrorist Attack |
| 2011       | The Paul Reiser Show                   | Paul Reiser      | 7 dílů |
| 2014–2015  | Married                                | Shep             | 6 dílů |
| 2014–2016  | TripTank                               | Gary (hlas)      | 10 dílů |
| 2014–2017  | Red Oaks                               | Doug Getty       | hlavní role |
| 2017–2019  | Stranger Things                        | Dr. Sam Owens    | 9 dílů nominace – Screen Actors Guild Award v kategorii nejlepší obsazení (dramatický seriál) |
| 2018       | The Romanoffs                          | Bob Isaacson     | díl: House of Special Purpose |
| 2019       | Fosse/Verdonová                        | Cy Feuer         | 2 díly |
| 2019, 2021 | Kominského metoda                      | Martin Schneider | vedlejší role (2. řada), hlavní role (3. řada) nominace – Cena Emmy v kategorii mužský herecký výkon ve vedlejší roli (komedie) (2021) |